# Гражданство ГДР
Гражданство ГДР (нем. Staatsbürgerschaft der DDR) было введено 20 февраля 1967 года законом «О гражданстве Германской Демократической Республики» и заменило действующее до того момента общее немецкое гражданство, введённое ещё в 1934 году. С введением собственного гражданства жители ГДР впервые официально получили наименование «граждан ГДР» (нем. Bürger der DDR) вместо использовавшегося ранее обозначения «немецкиe гражданe» (нем. deutsche Staatsangehörige). Существование отдельного гражданства ГДР не признавалось в ФРГ: все граждане ГДР всегда считались и, по-прежнему, согласно современному праву ФРГ, считаются немецкими гражданами.

## История
После создания ФРГ и ГДР в 1949 году в обоих государствах продолжал действие принятый в 1913 году ещё в Германской империи закон о немецком гражданстве и его поправки от 1934 года, лишь нацистские поправки 1935 года были отменены оккупационным правительством вместе с другими нацистскими законами. Принятая в 1949 году Конституция ГДР также постулировала существование «единого немецкого гражданства», хотя де-факто юридически во многих законах ГДР ещё до официального введения гражданства ГДР велась речь о нём. Гражданство Германской Демократической Республики" в Конституции ГДР впервые упоминается в обновлённой редакции 1968 года.
Введённое в 1967 году собственное гражданство ГДР должно было придать национальную идентичность социалистическому немецкому государству. Согласно закону, гражданство ГДР автоматически получали все бывшие граждане Германии, проживавшие на территории ГДР на момент её создания, а также их потомки, проживающие на территории ГДР. Гражданство ГДР также признавалось и за всеми лицами, рождёнными уже в ГДР, если у них не имелось какого-либо иностранного гражданства, а также лицами, натурализированными в ГДР. Лица, проживающие на момент создания ГДР на её территории, однако в 1967 году находящиеся за её пределами и не имеющие иностранного гражданства могли по заявлению получить гражданство ГДР. От гражданства ГДР нельзя было добровольно отказаться, однако оно могло быть изъято по ряду причин, например, в случае принятия гражданства другого государства без разрешения уполномоченного органа ГДР.
Первоначальная редакция закона о гражданстве ГДР также автоматически признавало гражданами ГДР всех лиц, проживавших на её территории в 1949 году, но затем покинувших ГДР без разрешения соответствующих государственных органов («Бегство из Республики»), а также их потомков, независимо от их желания, что могло быть использовано для преследования этих категорий граждан. Однако в 1972 году это положение было изменено, и все беженцы из ГДР были автоматически лишены гражданства этой страны.
Долгое время страны Запада, включая ФРГ, не признавали существование особого гражданства ГДР. Первым западным государством, признавшим гражданство ГДР, стала Австрия в марте 1975 года. Правительство ФРГ признавало гражданство ГДР лишь ограниченно. Так как в ФРГ в отличие от ГДР не было создано особого гражданства (там, по-прежнему, продолжало действовать законодательство о гражданстве, введённое в 1913 году ещё в Веймарской республике), граждане ГДР наряду с немецкими гражданами из ФРГ, Западного Берлина и бывших восточных территорий по ту сторону линии Одер/Нейсе признавались в ФРГ в качестве «немцев в смысле Основного закона» (Основной закон ФРГ, ст. 116). Это означало, что немец из ГДР, оказавшись за пределами ГДР, также мог обращаться в посольства ФРГ как в свои собственные. Кроме того, граждане ГДР имели право получить в ФРГ загранпаспорт ФРГ, который однако не признавался и даже был законодательно запрещён в ГДР.
Так как существование особого гражданства ГДР в ФРГ не признавалось, иностранцы, натурализированные в ГДР (то есть получившие немецкое гражданство не по законам ФРГ), долгое время в ФРГ не признавались немецкими гражданами. Однако в октябре 1987 года Конституционный суд ФРГ постановил, что любое лицо, получившее гражданство ГДР в порядке натурализации также автоматически считается немецким гражданином.
После объединения Германии гражданство ГДР де-факто исчезло. Паспорта ГДР имели законную силу для подтверждения немецкого гражданства до 31 декабря 1995 года.